# 胡振民
胡振民（1946年—），男，河北深县人，中华人民共和国政治人物。

## 生平
1969年，毕业于北京大学数学力学系。1993年，担任中共中央宣传部副秘书长。后供职于中共中央精神文明建设指导委员会办公室，2002年，担任中共中央宣传部副部长、精神文明建设办公室主任。2005年，任中国文联党组书记、副主席。